# El benefactor (película chilena)
El benefactor es una película chilena de 1973. Fue dirigida por Bruno Gebel y protagonizada por los actores Tennyson Ferrada, Amelia Requena y Arnaldo Berríos. Fue estrenada el 21 de mayo en el Cine Bandera.

## Sinopsis
La acción se desarrolla en «algún país de América Latina», en que la sociedad está dividida en dos: los ricos y los pobres. El protagonista, Contralor General del Ministerio de Defensa, decide destinar el dinero de la adquisición de un avión de guerra de cinco millones de dólares a construir un conjunto habitacional modelo donde trasladará a los más necesitados. El "benefactor" es concientizado por una asistenta social que ha tomado las armas de la guerrilla luego de sentirse frustrada al no conmover a las autoridades hacia sus proyectos de construcciones obreras.